# Protosphaerion signatipenne
Protosphaerion signatipenne är en skalbaggsart som beskrevs av Pierre Émile Gounelle 1909. Protosphaerion signatipenne ingår i släktet Protosphaerion och familjen långhorningar.
Artens utbredningsområde är Surinam. Inga underarter finns listade i Catalogue of Life.